# Poly (série littéraire)
Cet article concerne la série de romans. Pour la série télévisée, voir Poly.
Pour les articles homonymes, voir Poly.
Poly est une série française de vingt-deux romans pour la jeunesse écrite par l'actrice et réalisatrice Cécile Aubry, adaptée des feuilletons télévisés dont elle a écrit les scénarios. 
La série est parue en France de 1964 à 1988 aux éditions Hachette dans la collection Bibliothèque rose. Trois titres ont été publiés dans la collection « Idéal-Bibliothèque » et sept dans la « Collection Vermeille » des éditions Hachette. La série a été, depuis, rééditée plusieurs fois.

## Genèse
En 1961, Cécile Aubry écrit la première histoire des aventures du poney Poly pour en faire un feuilleton télévisé qu'elle tournera elle-même : Poly ou Poly et le mystère du château. Le feuilleton rencontre un certain succès ; huit autres suivront jusqu'en 1973, tous basés sur des scénarios de Cécile Aubry. 
Les éditions Hachette cherchaient alors à rafraîchir la collection « Nouvelle Bibliothèque rose » destinée aux enfants de huit à onze ans — collection qui exploitait essentiellement les ouvrages d'Enid Blyton (auteur du Club des Cinq et de Oui-Oui). Hachette va donc adapter les feuilletons télévisés Poly, et Cécile Aubry écrira des titres supplémentaires spécialement pour les éditions Hachette. Le premier volume paraît en 1964 sous le titre Poly.

## Liste des titres
Note : La date est celle de la première édition.

### CollectionBibliothèque rose
- 1964 : Poly (no 151; illustré par Jean Reschofsky)
- 1964 : Les Vacances de Poly (no 167; illustré par Jean Reschofsky)
- 1967 : Au secours Poly ! (no 251; illustré par Christiane Dufour)
- 1968 : Poly et le diamant noir (no 291; illustré par Jacques Fromont)
- 1970 : Poly à Venise (no 349; illustré par Daniel Billon)
- 1971 : Poly et son ami Pippo (no 375; illustré par Daniel Billon)
- 1972 : Poly en Espagne (illustré par Annie-Claude Martin)
- 1973 : Poly en Tunisie (illustré par Annie-Claude Martin)
- 1974 : Poly et le mystère de l'oasis (illustré par Annie-Claude Martin)
- 1976 : Poly, la rose et le mendiant (illustré par Annie-Claude Martin)
- 1978 : Poly et le secret des sept étoiles (illustré par Annie-Claude Martin)
- 1978 : Poly au festival pop (illustré par Annie-Claude Martin)
- 1981 : Poly superstar (illustré par Annie-Claude Martin)
- 1981 : Poly s'amuse (illustré par Annie-Claude Martin)
- 1981 : Poly à Paris (illustré par Annie-Claude Martin)
- 1982 : Poly au Québec (illustré par Annie-Claude Martin)
- 1982 : Poly en Irlande (illustré par Annie-Claude Martin)
- 1983 : Poly, champion des motards (illustré par Annie-Claude Martin)
- 1984 : Poly fait scandale (illustré par Annie-Claude Martin)
- 1985 : Poly se fâche (illustré par Annie-Claude Martin)
- 1986 : Poly amoureux (illustré par Annie-Claude Martin)

### CollectionIdéal-Bibliothèque
- 1966 : Poly et le secret des sept étoiles (no 297; illustré par Jean Reschofsky)
- 1966 : Poly au Portugal (no 301; illustré par Jean Reschofsky)
- 1981 : Poly au festival pop (illustré par Annie-Claude Martin)

### Collection Vermeille
- 1973 : Poly en Tunisie (illustré par Annie-Claude Martin)
- 1975 : Poly (illustré par Annie-Claude Martin)
- 1976 : Poly et le diamant noir (illustré par Annie-Claude Martin)
- 1977 : Poly à Venise (illustré par Annie-Claude Martin)
- 1977 : Poly en Espagne (illustré par Annie-Claude Martin)
- 1978 : Les Vacances de Poly (illustré par Annie-Claude Martin)
- 1978 : Au secours, Poly ! (illustré par Annie-Claude Martin)
- 1980 : Poly, la rose et le mendiant (illustré par Annie-Claude Martin)

## Commentaires
- La série se positionne comme un polar pour les jeunes enfants, car le poney Poly montre des talents de détective. La série de livres reprend chaque fois un scénario très semblable, à Venise, à Paris ou au Portugal : Poly vient au secours des victimes d'injustices et attrape des voleurs. C'est un héros sympathique, populaire auprès des enfants[2]

- La série de livres autour de Poly est le premier exemple en France d'une série télévisée française qui suscite la création et la commercialisation de produits dérivés : livres, jouets, disques et objets divers pour les enfants[2].

## Sources
Livres
- Raymond Perrin, Histoire du polar jeunesse. Romans et bandes dessinées, Paris, Éditions L'Harmattan, 2011, 252 p. (ISBN 978-2-296-54156-6 et 2-296-54156-9, lire en ligne), « Du nouveau dans la Bibliothèque Rose : le poney Poly », p. 66-67.

Site Internet
- Catalogue général de la Bibliothèque nationale de France (pour la bibliographie)